# Bormio
Bormio és una ciutat italiana de 4.000 habitants situada a la regió de la Llombardia, a la província de Sondrio. Els aeroports veïns són els de Milà Malpensa, Milà Linate i Bergamo Orio al Serio, i l'estació de tren més propera és la de Tirano.
La conca de Bormio és àmplia i lluminosa; escarxada durant els segles per la glacera i dels rierols d'aigua i en part formada dels al·luvions, està circumscrita de muntanyes que cap al nord formen una barrera de calcari i dolomia de cima principal la Reit (3.075 m.).

## Història

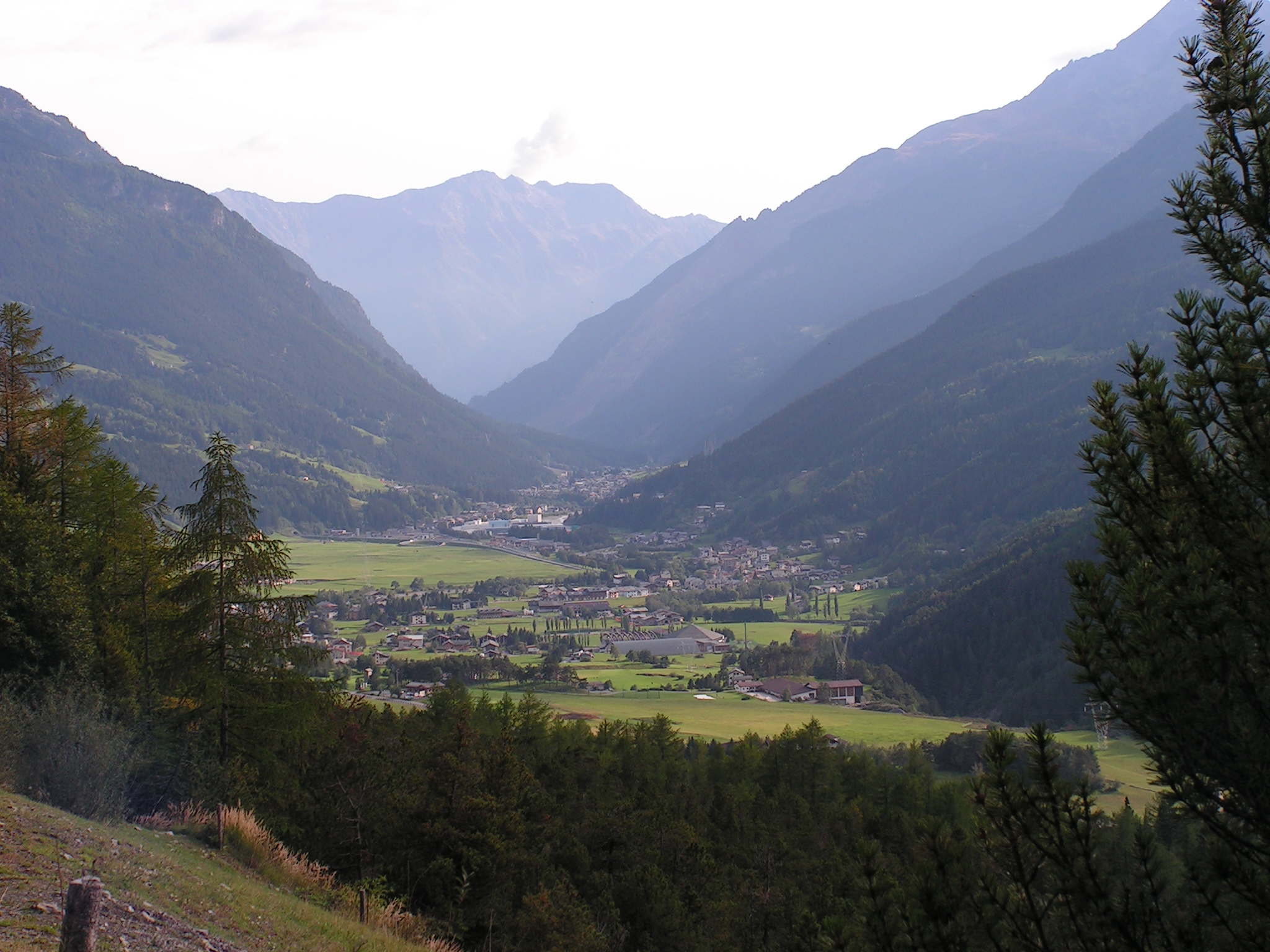
Vista de Bormio des de Stelvio

Tot i que habitada des de l'antiguitat, la veritable història de Bormio comença als voltants de l'any 1000. Gràcies a un sistema de govern autònom i democràtic, Bormio es va saber enriquir degut al comerç i pel fet de ser una ciutat de trànsit dels Alps, antigament transitables tot l'any. L'autonomia de Bormio va anar cap a menys l'any 1797, quan s'annexa al Comptat de Bormio a la Cisalpinia primer i al regne d'Itàlia després.